# Mławska Kolej Dojazdowa

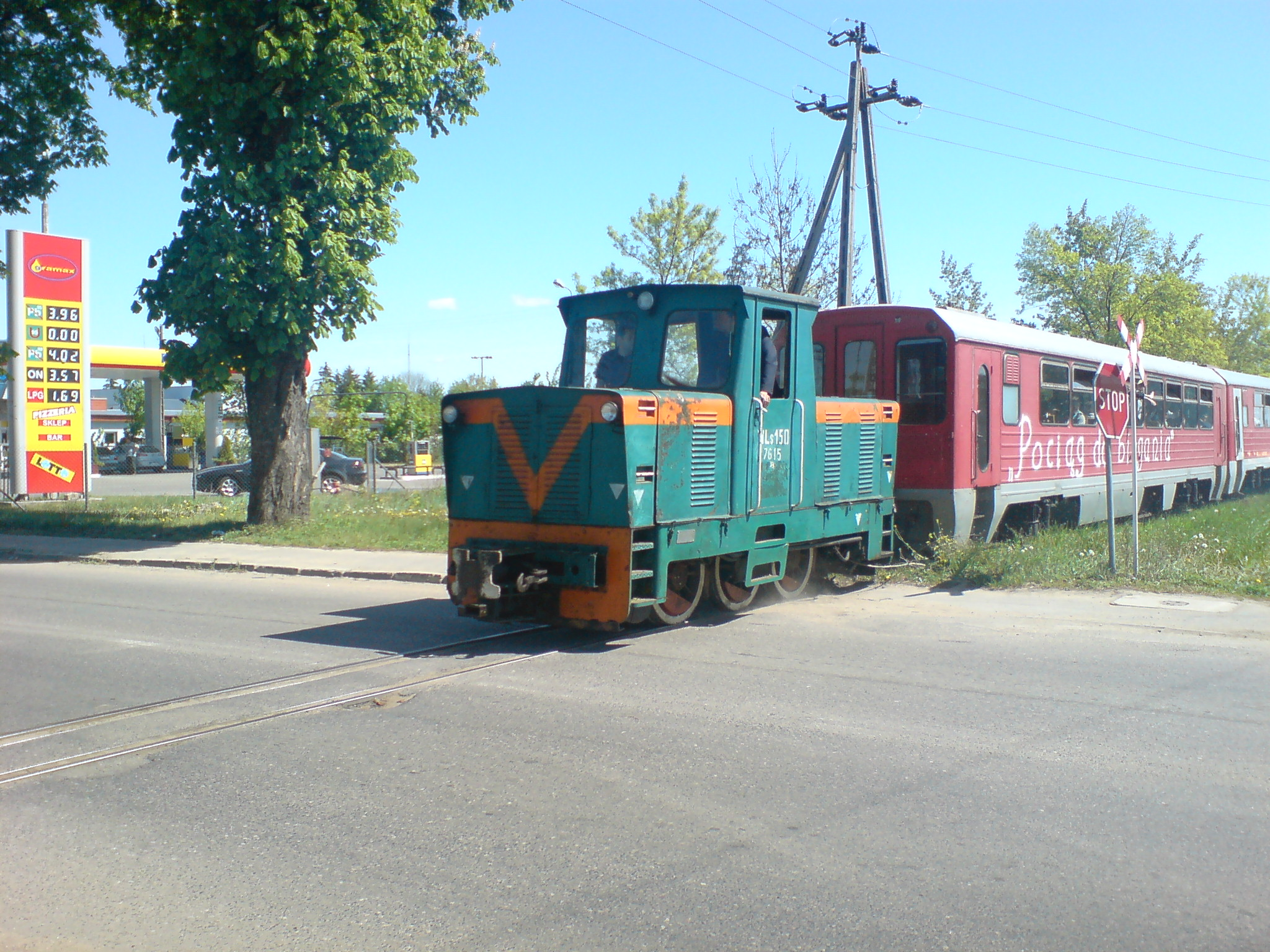
Lokomotywa wąskotorowa Wls 150-7615 na przejeździe w Przasnyszu (2009)

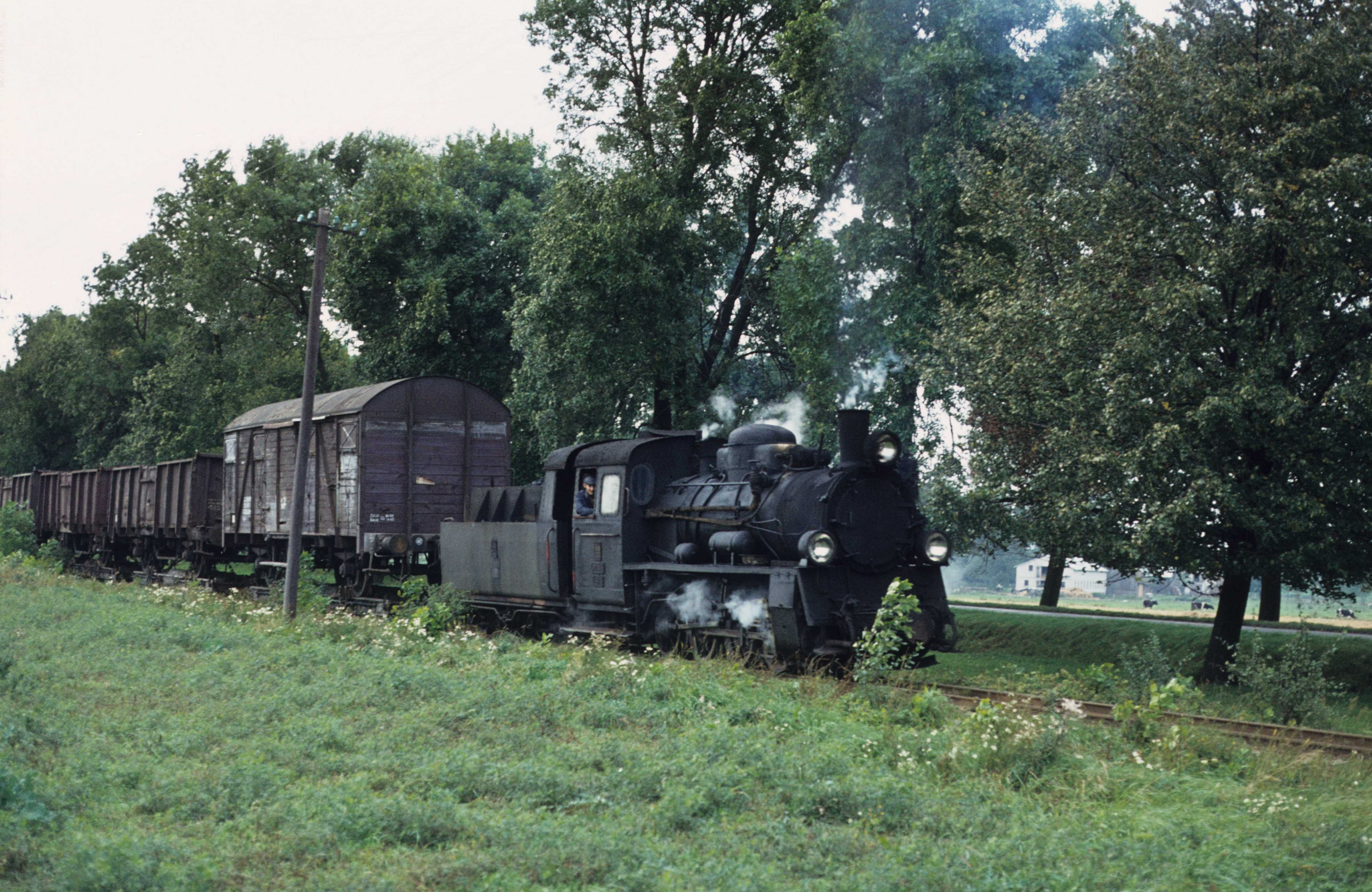
Pociąg towarowy z lokomotywą Px48-1914 na Mławskiej Kolei Dojazdowej w 1980

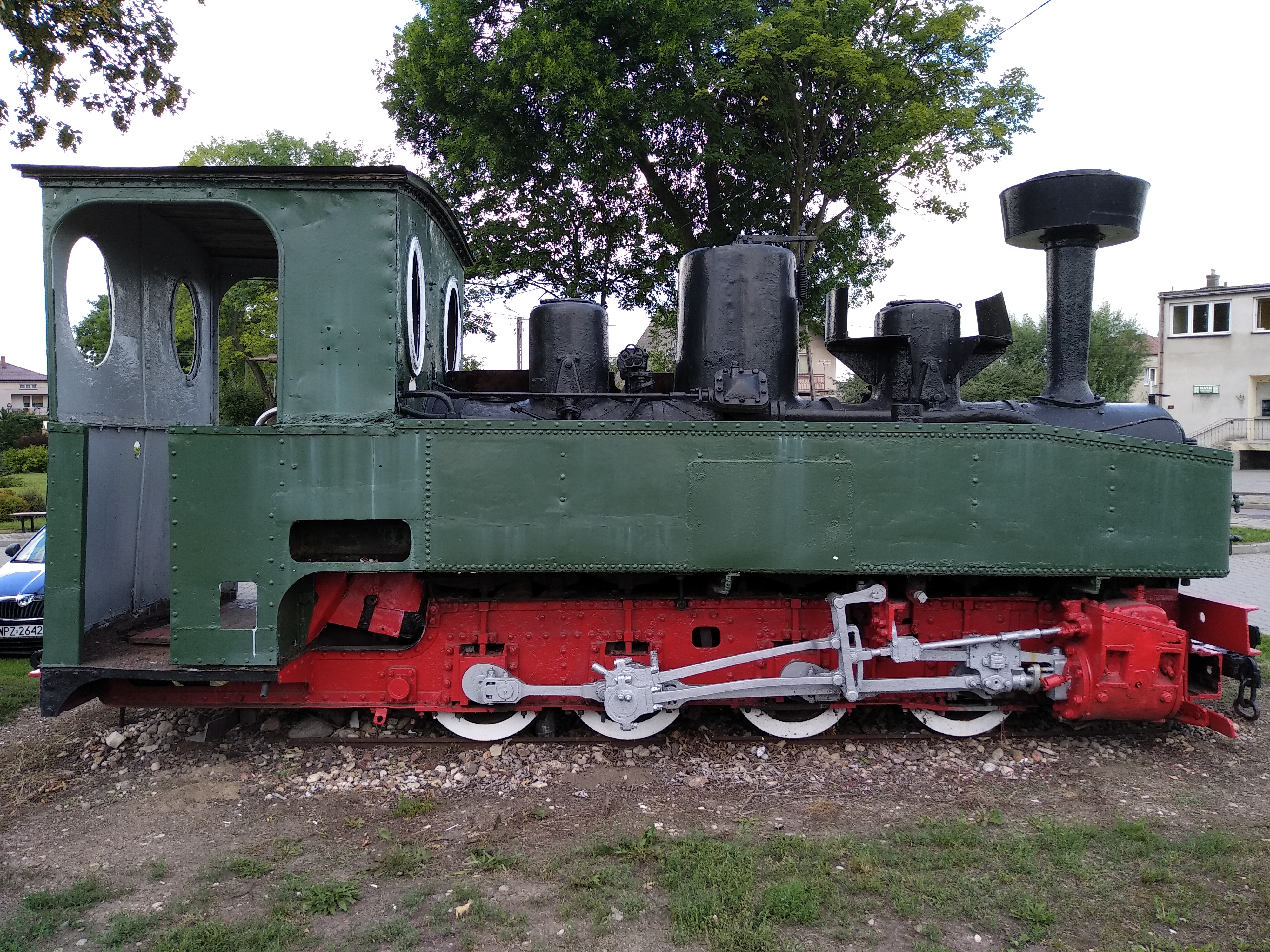
Parowóz HF – Czernice Borowe

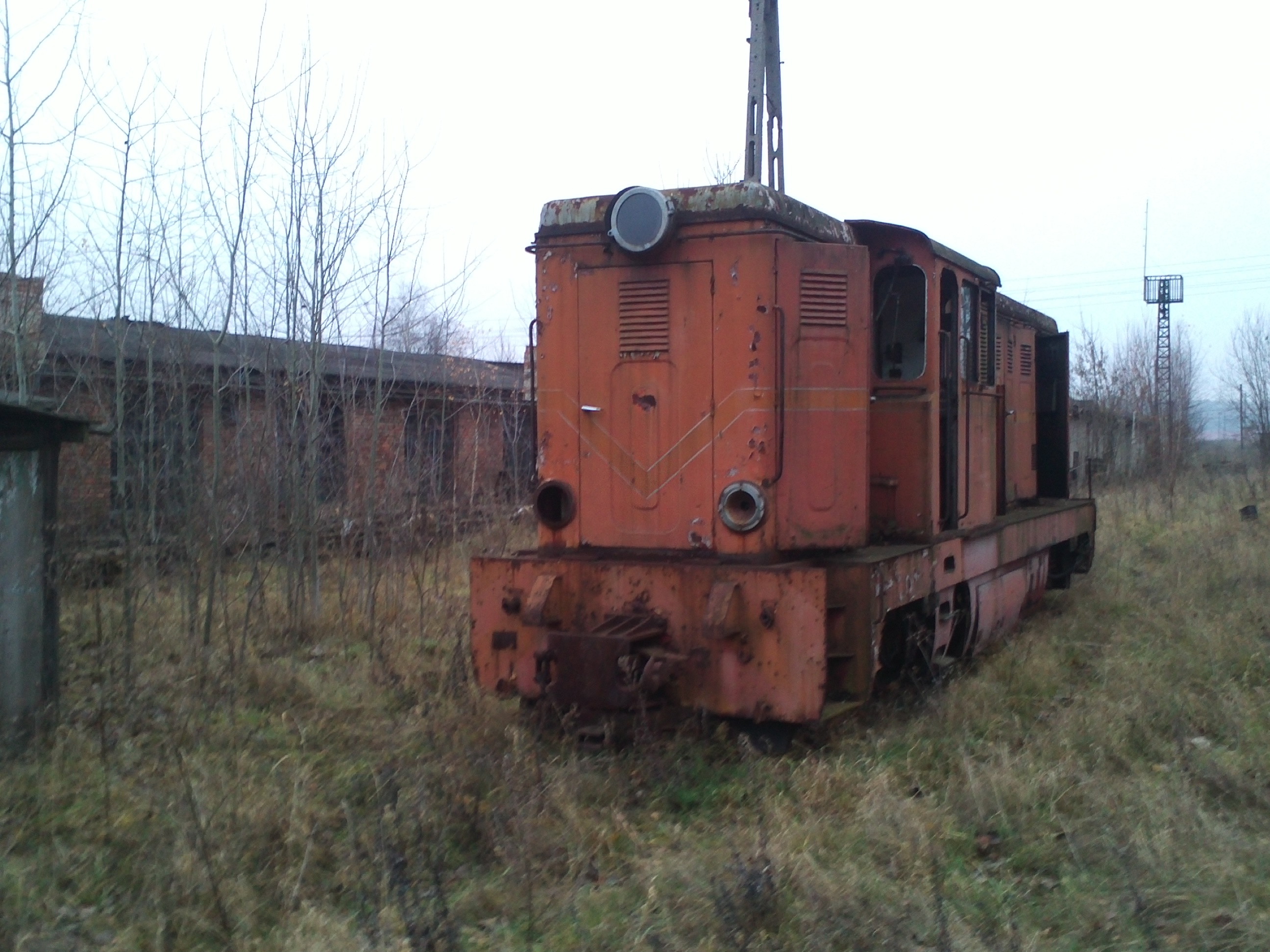
Lxd2 – Stan MKD (2012 r.)

Mławska Kolej Dojazdowa – kolej wąskotorowa w województwie mazowieckim.
Po likwidacji Nasielskiej Kolei Dojazdowej, MKD jest ostatnią na północnym Mazowszu.
W drugiej połowie XIX wieku powstał pierwszy odcinek kolejki na potrzeby majątku Krasne. Ludwik Krasiński, wprowadzając uprawę buraków cukrowych, wybudował cukrownię w Krasińcu koło Krasnego, w związku z czym zaczął dofinansowywać rozbudowę kolejki.
W czasie I wojny światowej i cofaniu się wojska rosyjskiego wraz z frontem na wschód, postępujące wojsko niemieckie wytyczyło 7 lipca 1915 roku linię Mława – Przasnysz, a z dniem 30 lipca linię zbudowało, co było szybką realizacją. W momencie przesuwania się wojska niemieckiego na wschód zaistniała potrzeba wydłużenia im linii na potrzeby walk, więc już 8 sierpnia 1915 roku linię połączono z Młodzianowem, a do 1918 roku wydłużono przez Maków Mazowiecki, Różan do wsi Pasieki, łącząc ją tym samym z linią szerokotorową.
W latach 20 XX w., już w RP połączona z „Węzłem Ciechanowskim”. Początkowo rozstaw szyn wynosił 600 mm, około roku 1960 linię przekuto na 750 mm. Zamknięcie ruchu osobowego kolei stało się około 1985 roku.
Linia kolei biegnie z Mławy (stacja Mława Wąskotorowa) przez Grudusk – Przasnysz – Krasne do Makowa Mazowieckiego i wynosi 74 km.

## Czasy współczesne
We wrześniu 2008 roku rozpoczęto pracę z pomocą wolontariuszy w celu udrożnienia torów na odcinku do Makowa Mazowieckiego.
W 2014 roku Lokalna Organizacja Turystyczna Północnego Mazowsza otrzymała 0,5 mln PLN dotacji na przywrócenie do użytku kolei wąskotorowej na 12 km odcinku Leszno–Przasnysz–Górki oraz 22 km dla ruchu drezyn rowerowych. Przyznana dotacja przeznaczona została zarówno na naprawę torowiska (około 22 km), jak i na remonty peronów w Przasnyszu (tu również odremontowana została stacja), w Lesznie i Górkach. Z tych pieniędzy zaplanowano także naprawienie lokomotywy i wagonów, przy czym jeden z nich dostosować do potrzeb rodzin z małymi dziećmi oraz osób niepełnosprawnych. Ponadto zakupione zostały drezyny rowerowe.
W miejscowości Czernice Borowe znajduje się parowóz HF nr 14252 jako pomnik oraz sprawny skład składający się z lokomotywy WLs150-7615 oraz jednego wagonu – letniaka. Umieszczono tu również tablicę informacyjną o kolejce.
W 2017 roku z Mławy wywieziono pozostały po MKD tabor do Krasnego, gdzie zaplanowano w przyszłości ścieżkę dydaktyczno-turystyczną z wykorzystaniem elementów taboru. W 2018 r. parowóz Px48-1748 został przewieziony z Krasnego do Ciechanowa, gdzie stanął w formie pomnika tej kolei, u zbiegu ul. Henryka Sienkiewicza i ul. Fabrycznej, jako realizacja zwycięskiego projektu, wybranego przez mieszkańców Osiedla „Przemysłowe” w ramach Budżetu Obywatelskiego Ciechanowa. W lipcu 2021 r. Krasne sprzedało tabor dawnej MKD. 
W 2022 roku prowadzone są prace ożywiające Mławską Kolej Dojazdową, na co pozyskano 448 tys. PLN. Przywrócono ruch na odcinku od Czernic Borowych do Obrębca.